# Лузитански ратови
Лузитански ратови је назив за низ оружаних сукоба који су се водили између 155. п. н. е. и 139. п. н. е. на западу Иберијског полуострва између римских снага на једној, и разних домородачких племена на челу са Лузитанцима на другој страни. Представљали су дио римског освајања Иберијског полуострва, односно римских настојања да задрже и прошире посједе у Хиспанији стечене за вријеме Другог пунског рата. Рат је карактерисала велика окрутност Римљана, али и изузетно успјешан отпор Лузитанаца, због чега су антички писци тим догађајима дали назив Purinos Polemos (Жестоки рат). Отпор који је отпочео око 155 г. н. не. е, доживео је врхунац између 147. и 139. п. н. е., док је на челу побуне био лузитански пастир, Виријат, један од малобројних који су преживели покољ који је извршио претор Сервије Сулпиције Галба 150. п. н. е. над Лузитанцима, којом приликом је било убијено око 9.000 Лузитанаца а око 20.000 одведено у робље.
Римљани су окончали Виријатов устанак тек када су успјели поткупити Виријатове потчињене да га убију у сну 139. п. н. е. Виријата је наследио Таутал на челу лузитанских побуњеника, али отпор је врло брзо био сломљен и лузитански ратови приведени крају.
Ове ратове детаљно описује Апијан у свом делу Историја Рима.